# Фран Йович
Фран Йович (13 червня 1986, Загреб) — хорватський футбольний арбітр. Арбітр ФІФА та УЄФА З 2014 року. Судить ігри в 1-й ХФЛ Хорватії з 2009 року.

## Суддівська кар'єра
Йович дебютував у 1-й ХФЛ Хорватії 17 жовтня 2009 року в матчі «Локомотива» (Загреб) — «Кроація Сесвете». Гра завершилась з рахунком 3–2, Йович показав 6 жовтих карток і одну червону картку.
2 липня 2015 року Йович дебютував у єврокубках під час матчу попереднього раунду Ліги Європи УЄФА між ФК «Сконто» та «Сент-Патрікс Атлетик». Матч завершився з рахунком 2–1, і Йовіч показав сім жовтих карток.
Свій перший міжнародний матч на рівні збірних відсудив 7 жовтня 2017 року, коли Гібралтар програв Естонії з рахунком 0–6 завдяки трьом голам Йоонаса Тамма.
З 2014 року судить матчі у Юнацькій лізі УЄФА. Йовіч був у складі суддівської бригади на чемпіонаті Європи U-17 2016 року в Азербайджані та відсудив чотири матчі на турнірі, в тому числі чвертьфінал між Португалією та Австрією.
26 травня 2022 року судив фінал Кубка Хорватії 2021–2022.